# Ernst Balluf
Ernst Hans Ludwig Balluf (* 2. September 1921 in Linz, Oberösterreich; † 20. April 2008 ebenda) war ein österreichischer Maler und Grafiker.

## Leben
Ernst Balluf wurde am 2. September 1921 als Sohn des Eisendrehers Johann Paul Balluf (* 24. Juni 1889 in Graz; † 31. Mai 1942 in Linz) und dessen Ehefrau, der Kaufmannstochter Ida Gielge (* 18. September 1891 in Gramastetten), in Linz geboren und am 6. September 1921 auf den Namen Ernst Hans Ludwig getauft. Seine Eltern hatten am 8. Juli 1918 in der Pfarre Maria Treu im 8. Wiener Gemeindebezirk, der Josefstadt, geheiratet. Zum Zeitpunkt der Heirat war sein Vater bereits als Eisendreher tätig und gerade als Zugsführer der k. u. k. Autotruppe im Einsatz; seine Mutter arbeitete damals als Stubenmädchen. Seine Großeltern väterlicherseits waren der Schlosser und Gastwirt Anton Balluf und dessen Ehefrau Agnes (geborene Semlak). Die Großeltern mütterlicherseits waren der Kaufmann Ludwig Gielge und dessen Ehefrau Elisabeth (geborene Varnschein). Ein Onkel mütterlicherseits war der Lehrer, Kulturaktivist, Volksliedsammler und Mundartdichter Hans Gielge (1901–1970).
Nach einer Kaufmannslehre studierte Balluf Malerei und Grafik bei Paul Ikrath an der damaligen Kunstgewerbeschule Linz. Sein Schwerpunkt lag auf der Natur- und Landschaftsmalerei. Als Vorbilder nannte er selbst William Turner und Emil Nolde. Er war auch für verschiedene Zeitungen als Karikaturist und Illustrator tätig. Sein Werk umfasst Zeichnungen, Lithografien und vor allem Aquarelle.
Durch seine Farbgebung und Konzentration auf das Wesentliche der grafischen Linienführung erzielte er immer einen gewissen Grad der Abstraktion. „Es gibt keine abstrakte Kunst, man muss immer etwas beginnen, danach kann man nach Lust und Laune alle Spuren des Wirklichen entfernen“, beschrieb er selbst seine Arbeitsweise.
Seit 1965 war er mit über 100 Einzelausstellungen innerhalb und außerhalb Österreichs vertreten. Darüber hinaus beteiligte er sich an zahlreichen internationalen Kunstveranstaltungen. Er war Mitglied der Mühlviertler Künstlergilde, die 2001 in Zülow Gruppe umbenannt wurde.
Der Oberösterreicher starb im Alter von 86 Jahren im April 2008 nach einem Spaziergang an Herzversagen.